# 未踏事業
未踏事業（みとうじぎょう）は、ITを駆使して様々な事業を展開できる優秀な人材を発掘・育成することを目的とした日本のプロジェクト。著名な採択者に落合陽一、登大遊、まつもとゆきひろなどが居る。

## 概要
2000年度から2007年度までは「未踏ソフトウェア創造事業」という名称であり、採択年齢を20代前半に限定した未踏ユースも実施されていた。
2008年度以降、名称を「未踏IT人材発掘・育成事業」に改称し、2010年度以降は旧未踏ユースの仕組みが統合された。
2017年度より「未踏アドバンスト事業」を開催。
2018年度より量子コンピュータの活用を目的とする「未踏ターゲット事業」を開催。
提案者(未踏クリエイター)が、自身発案のプロジェクトを提案し、PM(プロジェクトマネジャー)が採択・指導するという形式で実施されている。

## 主な採択者とプロジェクト
- まつもとゆきひろ　オブジェクト指向スクリプト言語Ruby次期バージョンの開発　2000年度　湯浅PM
- 登大遊　イーサネットのソフトウェア実装とトンネリングシステムの開発　2003年度未踏ユース　竹内PM
- 落合陽一　「電気が見える」デバイスとソフトウェアの開発　2009年度上期未踏ユース　首藤PM

## PM(プロジェクトマネジャー)の一覧
- 竹内郁雄(統括PM)
- 夏野剛(統括PM)
- 落合陽一(2023年度より)
- 稲見昌彦
- 田中邦裕